# Piastra da Indochina Francesa

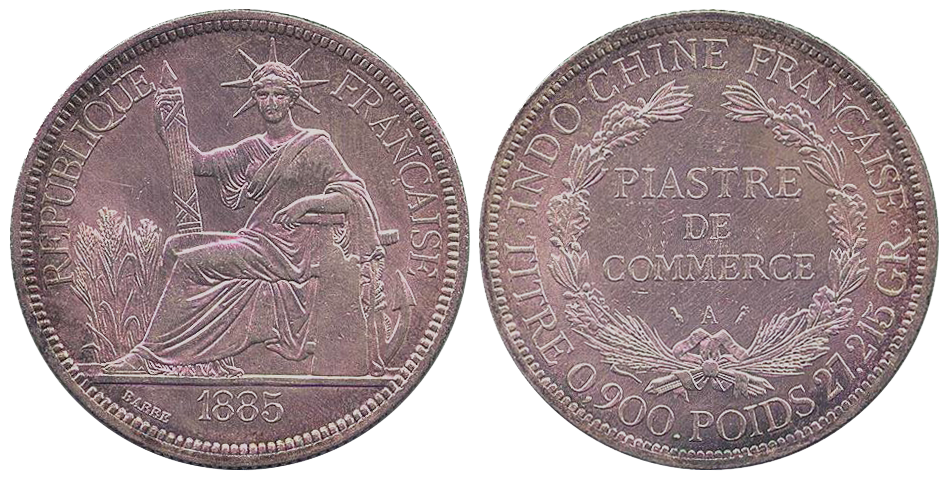
Piastra da Indochina (1885)

A piastra foi a moeda da Indochina francesa entre 1885 e 1952. Ele era subdividida em 100 cêntimos e cada um em 5 sapeque.
O nome piastra deriva da moeda espanhola de oito pesos, datada do século XVI, e tem sido usado como o nome de muitas moedas ao longo da história.